# EGS-zs8-1
EGS-zs8-1 é uma galáxia de alto avermelhamento espectroscópico, (inglês redshift), encontrada no norte da constelação de Boötes. Ela mostra o mais alto desvio espectroscópico para o vermelho que qualquer outra galáxia conhecida, desde de maio de 2015, o que significa que é a mais distante e a mais antiga ainda galáxia observada. Nasceu há aproximadamente 13 bilhões anos e a sua distância exata da Terra foi determinada usando o poderoso instrumento MOSFIRE no telescópio WM de 10 metros do Observatório Keck, no Havaí.